# Giacomo II Caetani dell'Aquila

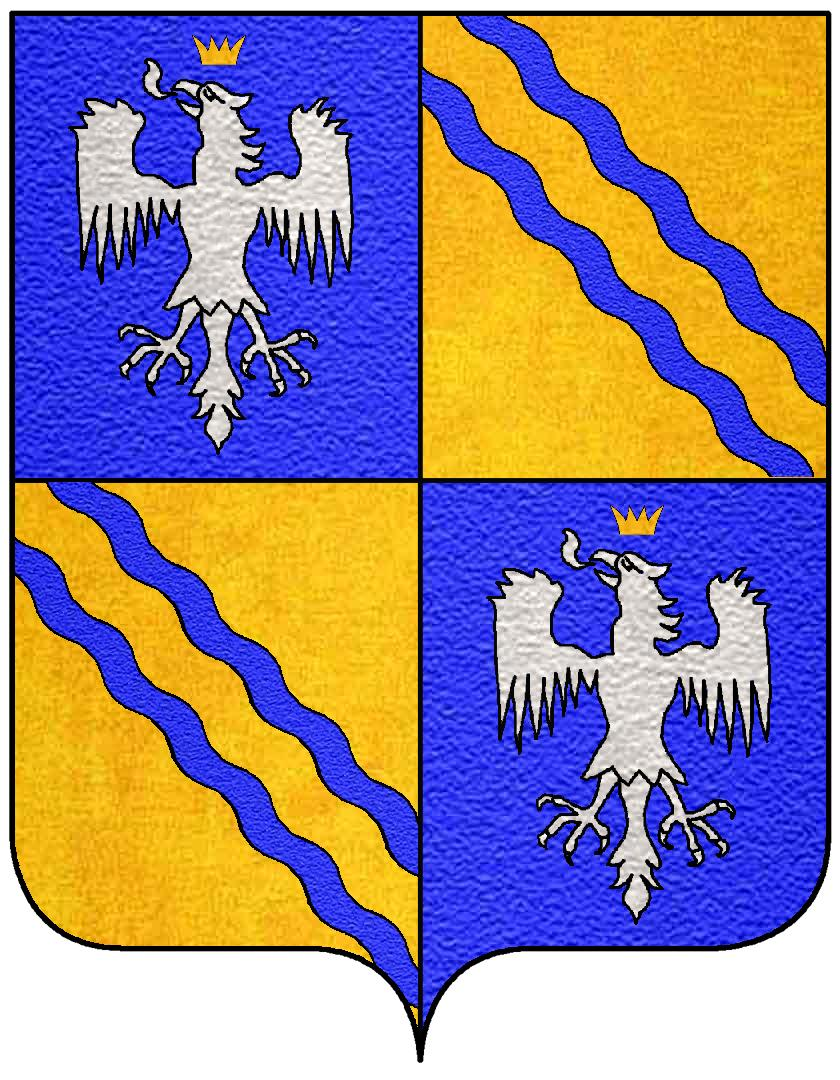
Stemma della famiglia Caetani, ramo di Sermoneta

Giacomo II Caetani (1320 circa – Anagni, agosto 1360) è stato un nobile italiano.

## Biografia
Figlio di Roffredo III dell'Aquila conte di Fondi e di Caterina della Ratta, appare per la prima volta nelle cronache dell'epoca, nel 1336, implicato in questioni di riappacificazione fra fazioni avversarie. Nello stesso anno vi fu la divisione dell'eredità del padre fra i fratelli e lo stesso Giacomo.
Divenuto amministratore territoriale di Città Sant'Angelo per conto della regina Giovanna I, fu poco dopo sollevato dall'incarico dal cardinale Aimery.
Dopo essere stato deposto dall'incarico, iniziò un'attività di faide fra signorie confinanti culminata con il rapimento del cardinale Rinaldo Orsini rilasciato soltanto dopo il pagamento di un forte riscatto, nonostante i moniti di papa Clemente VI.
Nell'estate del 1360 venne ucciso nel corso della reazione scatenata dagli avversari del Caetani.